# Emanuel Vignato
Emanuel Vignato, né le 24 août 2000 à Negrar en Italie, est un footballeur italien, qui évolue au poste d'ailier droit à l'US Salernitana , en prêt de Pisa SC.

## Biographie

### Chievo Vérone
Natif de Negrar en Italie, Emanuel Vignato est formé par le Chievo Vérone. C'est avec ce club qu'il débute en professionnel, le 20 mai 2017, lors de la 37e journée de la saison 2016-2017 de Serie A, face à l'AS Rome. Il s'agit d'une rencontre prolifique en buts, où le Chievo s'incline par cinq buts à trois. Il fait une seconde apparition cette saison-là, lors de la dernière journée.
Il faut attendre la saison 2018-2019 pour revoir Vignato jouer avec l'équipe première. Le 20 avril 2019, il inscrit son premier but en professionnel, lors d'une victoire de son équipe face à la Lazio Rome (1-2),.

### Bologne FC
Le 20 janvier 2020, Emanuel Vignato s'engage en faveur du Bologne FC, qui le laisse toutefois en prêt au Chievo Vérone jusqu'à la fin de la saison.

### En équipe nationale
Bien qu'il possède des origines brésiliennes, Vignato joue pour l'équipe d'Italie, avec laquelle il est sélectionné depuis les moins de 17 ans.
Avec les moins de 17 ans, il participe au championnat d'Europe des moins de 17 ans en 2017. Lors de cette compétition organisée en Croatie, il joue trois matchs, avec pour résultats une seule victoire et deux défaites.
Avec les moins de 18 ans, il inscrit deux buts lors de l'année 2017, contre la Russie et la Tchéquie. Il marque ensuite deux nouveaux buts en 2018, contre la Hongrie et le Maroc U20.
Emanuel Vignato joue son premier match avec l'équipe d'Italie espoirs le 8 octobre 2021 contre la Bosnie-Herzégovine. Titulaire, il s'illustre également en inscrivant son premier but et son équipe l'emporte (1-2).

### Vie personnelle
Emanuel Vignato est né d'un père italien et d'une mère brésilienne. Il est lefrère aîné de Samuele Vignato, lui aussi footballeur professionnel passé par le Chievo Vérone.